# 初期のヒト属による火の利用
初期のヒト属による火の利用（しょきのヒトぞくによるひのりよう）が始まってから、ヒトの社会文化的進化は急激に早まった。ヒトは火を調理に使い、暖を取り、獣から身を守るのに使い、それにより個体数を増やしていった。火を使った調理は、ヒトがタンパク質や炭水化物を摂取するのを容易にした。火により寒い夜間にも行動ができるようになり、あるいは寒冷地にも住めるようになり、ヒトを襲う獣から身を守れるようになった。
ヒト属による単発的な火の使用の開始は、170万年から20万年前までの広い範囲で説が唱えられている。最初期は、火を起こすことができず、自然発火によって出火した山火事などの残り火を利用していたものと見られるが、日常的に広範囲にわたって使われるようになったことを示す証拠が、約12万5千年前の遺跡から見つかっている。「40万年前から広い範囲で使われていた」とする説もあったが、多くが否定されているか、あるいは確かな証拠が示されていない。

## 火が生活に与えた影響

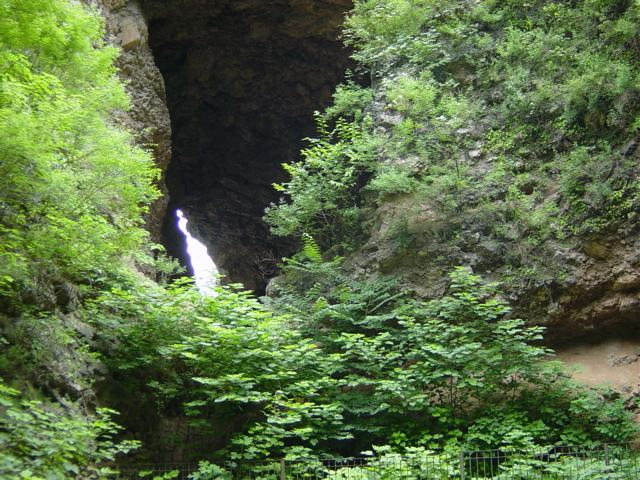
周口店の北京原人遺跡。北京原人はホモ・エレクトスの一種であり、火を使っていたと考えられている。

ヒトの生活は、火とその明るさで大きな影響を受けた。夜間の活動も可能となり、獣や虫除けにもなった。また、当初は火を起こすのが難しかったため、火は集団生活で共用されるものとなり、それにより集団生活の必要性が増した。
火の使用は栄養価の向上にも繋がった。タンパク質は加熱することで、栄養を摂取しやすくなる。黒化した獣の骨から分かるように、肉も火の使用の初期から加熱調理されており、動物性タンパク質からの栄養摂取をより容易にした。加熱調理された肉の消化に必要なエネルギーは生肉の時よりも少なく、加熱調理はコラーゲンのゼラチン化を助け、炭水化物の結合を緩めて吸収しやすくする。また、病原となる寄生虫や細菌も減少する。
また、多くの植物には灰汁が含まれ、マメ科の植物や根菜にはトリプシンやシアングリコーゲンなどの有毒成分が含まれる場合がある。また、アマ、キャッサバのような植物には有害な配糖体が含まれる場合もある。そのため、火を使用する前には植物の大部分が食用にならなかった。食用にされたのは種や花、果肉など単糖や炭水化物を含む部分のみだった。ハーバード大学のリチャード・ランガムは、植物食の加熱調理でデンプンの糖化が進み、ヒトの摂取カロリーが上がったことで、脳の拡大が誘発された可能性があると主張している。
実際、ホモ・エレクトスの歯や歯の付着物から、加熱調理無しには食べるのが難しい硬い肉や根菜などが見つかっている。

## 考古学的考証の難しさ
石器時代のような極めて古い遺跡の発掘作業において、ヒトが火を使っていたかどうかを調べるのは非常に困難である。小規模な火の跡は風雨にさらされるなどして証拠が遺物として残らない場合があるし、一方で、化学反応、火山活動、落雷などによる自然発火・加熱現象があるためである。また、洞窟などは風雨に晒されにくいため、火を使った跡が比較的残りやすいが、古代人が住んだ洞窟は石灰岩など浸食されやすい石でできている場合が多く:89、確実に遺跡が残るとは限らない。
オーストラリアの人類学者レイモンド・ダートは、自身が発見したアウストラロピテクスが300万から200万年前に火を使っていたと信じ、これをアウストラロピテクス・プロメテウス（プロメーテウスは人類に火を伝えたとされるギリシア神話の神）と名付けたが、今では間違いだったと判明している:208。

## 火を使っていた可能性のある時代（前期旧石器時代）
前期旧石器時代の遺跡から、単発的に火を用いたヒト属がいたことを暗示する遺物が見つかっている。例えば東アフリカの一部、ケニアのバリンゴ湖付近にあるチェソワンジャや、コービ・フォラ、オロロゲサイリには、初期の人類が火を使っていたと思われる跡がある。チェソワンジャからは142万年前の赤粘土製の土器のようなものが見つかっている。これが土器であれば、作るために400℃の加熱が必要だったと考えられている。コービ・フォラのFxJjzoE遺跡及びFxJj50遺跡の150万年前の地層からはホモ・エレクトスの遺骨と共に変色した土壌が見つかっており、ここには植物の珪酸体も含まれている。ここで200から400℃の加熱がされていたと見られる。オロロゲサイリでは炉とも思われる窪みが見つかっている。この他、炭の微細片も見つかっているが、これも人類と無関係に自然に発生する場合がある。
エチオピアのガデブでも凝灰岩の破片があって、火を使った跡と見ることもできるが、火山活動によるものとの可能性も捨てきれない。これらはホモ・エレクトスによるアシュール文化の跡とも思われる。中部アワシュの河川沿いの村では、200℃で焼かれたと見られる円錐型の赤みの粘土が見つかっている。ここからは焼けた木の一部も見つかっている。アワシュ渓谷でも強く加熱された石が見つかっているが、これは火山活動によるものとも考えられている。ディレ・ダワ近郊のポーク・エピック（Porc Epic）でも火を使った跡が見つかっている。
南アフリカ共和国のスワートクランスでも火を使ったような跡が見つかっており、150万から100万年前のものと見られる:88。見つかった動物の焼けた骨のいくつかは、アシュール石器、骨角器、明らかに人が切った跡を残した骨などと共に見つかっている。ここにいたのもホモ・エレクトスと考えられている。ただし、見つかった骨が当時の人に焼かれたものであるとの決定的な証拠は無い。

## 火の使用の始まり（前期旧石器時代）

### アフリカと中近東
イスラエルのベノット・ヤーコヴ橋の河岸にあるゲシャー遺跡では、ホモ・エレクトスかホモ・エルガステルが79万から69万年前に火を使っていた証拠がある。焼けたオリーブ、大麦、ブドウの種や、木、火打石が残されており、火を使った確実な証拠としては、これが世界最古のものと見られている:88。
南アフリカのハーツ洞窟には紀元前20万から70万年前、モンタギュー洞窟には紀元前5万8千から20万年前、クラシーズ河口洞窟には12万から13万年前のものと見られる跡がある。
ザンビアのカランボフォールズにも、焦げ跡、炭、赤く変色した土、燃えた植物、焼き固めた木の道具など、人類が火を使った証拠がいくつも見つかっている。放射性炭素年代測定やアミノ酸ラセミ化反応年代測定法により、年代は紀元前6万1000から11万年のものと見られている。
スティルベイ文化のもとでは、火はシルクリート石器の加熱処理にも使われていた。発見された石器は紀元前7万2千年前のものだが、加熱処理自体は16万4千年前から行われていた可能性がある。
イスラエルのテルアビブから12km東にあるケセブ洞窟では、更新世後期である紀元前38万から20万年前に火を日常的に使っていた跡が残っている。強い火で加熱された骨や土の塊から、火の近くで獣を殺して解体したことを示唆している。

### ヨーロッパ
ヨーロッパでもホモ・エレクトスによる火の使用の跡と見られる遺跡が見つかっている。
ハンガリーのベルテスゾロスで見つかった遺骨、通称サムの住んだ遺跡で、炭は見つからなかったものの、約50万年前の地層から:96焼けたような骨が見つかっている。
また、イギリスのウェスト・ストーにあるビーチズ・ピット（Beeches Pit）には、直径約1メートルにわたって黒く変色し、周囲に赤い堆積物が残っている遺跡があり、少なくとも40万年前のものと見られる:86。ただしこれを火の使用の証拠とする見解には異論もある:209。
また、ドイツのシェーニンゲンの40万年前のものと見られる遺跡からも、投槍、食糧と見られる馬22頭分の遺体と共に、火打石や
炉と見られるものが見つかっている:86。
また、スペインのトラルバやアンブロナでは、紀元前50万から30万年前の炭と木が、アシュール文化の石器と共に見つかっている。フランスのサンテステーヴ・ジャンソンでは20万年前の炉が5つと赤土がエスカーレ洞窟の中で見つかっている。

### アジア
中国の周口店には、いわゆる北京原人による紀元前23万から46万年頃に火が使われた跡が残っている。約78万年前とも考えられている。周口店第1地点の第10層には、焼けた骨、焼かれた小石の加工品、炭、灰、炉、ホモ・エレクトスの化石と思われる証拠が残されている。周口店第1地点から見つかった骨のマンガン変色は、古くなってできたものではなく、加熱した痕と判明した。破片の赤外分光スペクトルも骨が酸化していることを示していた。また、見つかった無変色の骨を研究所で加熱したところ、変色した骨と同じものができた。ただし、この加熱は人類によるものではなく、自然加熱された可能性もある。この層からはケイ素、アルミニウム、鉄、カリウムなどの酸化物は見つかっているが、木を燃やしたときに発生する珪酸化合物は見つかっていない。
中国の山西省にある西侯渡では、燃やされて黒や灰、灰緑に変色した哺乳類の骨が見つかっている。雲南省の元謀県でも、元謀原人による焼かれた骨が残っている。この年代は古地磁気の研究から約70万年前のものと見られる。
ジャワ島のトリニールでも焼かれた骨と炭と見られる跡が残っている（いわゆるジャワ原人の遺跡）。これは50万年前のものと見られている。

## ネアンデルタール人の登場（中期旧石器時代）
前期旧石器時代のホモ・エレクトスが火を使っていたかどうかについては異論を唱える学者もいる。しかし、中期旧石器時代のネアンデルタール人（ホモ・ネアンデルターレンシス）が火を使っていたことに関しては異論が少ない:211。
ネアンデルタール人による火の使用の跡はいくつも見つかっている。例えばフランスのドルドーニュ県XVI洞窟からは、乾燥した地衣類を燃料に使った6万年前の炉の跡が見つかっている:211。また、ブリュニケル洞窟からは少なくとも4万7600年前の炉の跡が見つかっている:211。